# جيمس سبرينغر وايت
جيمس سبرينغر وايت (بالإنجليزية: James White)‏ هو كاتب أمريكي، ولد في 4 أغسطس 1821 في بالميرا في الولايات المتحدة، وتوفي في 6 أغسطس 1881 في باتل كريك في الولايات المتحدة.